# Mario Maloča
Mario Maloča (ur. 4 maja 1989 w Zagrzebiu) – chorwacki piłkarz występujący na pozycji obrońcy.

## Kariera klubowa
Jest wychowankiem klubu Kamen Ingrad Velika. W 2006 roku dołączył do drużyny juniorów Hajduka Split. Dwa lata później stał się członkiem kadry pierwszego zespołu tego klubu. W rozgrywkach Prva hrvatska nogometna liga zadebiutował w wieku 20 lat, 1 marca 2008 w meczu przeciwko HNK Sibenik (2:0). W lipcu 2015 roku został piłkarzem Lechii Gdańsk. 25 lipca 2017 został wypożyczony na rok do Greuther Fürth. 22 maja 2019 ponownie został piłkarzem Lechii Gdańsk podpisując 3-letni kontrakt. W lipcu 2023 na zasadzie wolnego transferu dołączył do chorwackiego HNK Gorica.

## Kariera reprezentacyjna
W reprezentacji Chorwacji zadebiutował 15 sierpnia 2012 w meczu przeciwko Szwajcarii (2:4), rozegranym w Splicie. Był to jego jedyny występ w seniorskiej kadrze swojego kraju.

## Statystyki

### Klubowe
(aktualne na dzień 8 czerwca 2022)
| Klub                  | Sezon              | Liga               | Liga  | Liga   | Puchar kraju | Puchar kraju | Europa | Europa | Suma  | Suma   |
| Klub                  | Sezon              | Liga               | Mecze | Bramki | Mecze        | Bramki       | Mecze  | Bramki | Mecze | Bramki |
| --------------------- | ------------------ | ------------------ | ----- | ------ | ------------ | ------------ | ------ | ------ | ----- | ------ |
| Hajduk Split          | 2007/08            | 1. HNL             | 12    | 0      | –            | –            | –      | –      | 12    | 0      |
| Hajduk Split          | 2008/09            | 1. HNL             | 16    | 0      | –            | –            | 3      | 0      | 19    | 0      |
| Hajduk Split          | 2009/10            | 1. HNL             | 20    | 0      | –            | –            | 2      | 0      | 22    | 0      |
| Hajduk Split          | 2010/11            | 1. HNL             | 27    | 0      | –            | –            | 9      | 0      | 36    | 0      |
| Hajduk Split          | 2011/12            | 1. HNL             | 14    | 1      | –            | –            | 2      | 0      | 16    | 1      |
| Hajduk Split          | 2012/13            | 1. HNL             | 23    | 1      | –            | –            | 4      | 0      | 27    | 1      |
| Hajduk Split          | 2013/14            | 1. HNL             | 30    | 1      | 2            | 0            | 4      | 1      | 36    | 2      |
| Hajduk Split          | 2014/15            | 1. HNL             | 28    | 1      | 5            | 1            | 6      | 0      | 39    | 2      |
| Hajduk Split          | Ogólnie            | Ogólnie            | 170   | 4      | 7            | 1            | 30     | 1      | 207   | 6      |
| Lechia Gdańsk         | 2015/16            | Ekstraklasa        | 28    | 2      | –            | –            | –      | –      | 28    | 2      |
| Lechia Gdańsk         | 2016/17            | Ekstraklasa        | 31    | 2      | 1            | 0            | –      | –      | 32    | 2      |
| Lechia Gdańsk         | 2017/18            | Ekstraklasa        | 1     | 0      | –            | –            | –      | –      | 1     | 0      |
| Lechia Gdańsk         | Ogólnie            | Ogólnie            | 60    | 4      | 1            | 0            | 0      | 0      | 61    | 4      |
| Greuther Fürth (wyp.) | 2017/18            | 2. Bundesliga      | 31    | 2      | 2            | 0            | –      | –      | 33    | 2      |
| Greuther Fürth (wyp.) | Ogólnie            | Ogólnie            | 31    | 2      | 2            | 0            | 0      | 0      | 33    | 2      |
| Greuther Fürth        | 2018/19            | 2. Bundesliga      | 24    | 0      | 1            | 0            | –      | –      | 25    | 0      |
| Greuther Fürth        | Ogólnie            | Ogólnie            | 24    | 0      | 1            | 0            | 0      | 0      | 25    | 0      |
| Lechia Gdańsk         | 2019/20            | Ekstraklasa        | 27    | 0      | 5            | 0            | –      | –      | 32    | 0      |
| Lechia Gdańsk         | 2020/21            | Ekstraklasa        | 15    | 1      | –            | –            | –      | –      | 15    | 1      |
| Lechia Gdańsk         | 2021/22            | Ekstraklasa        | 31    | 0      | 2            | 0            | –      | –      | 33    | 0      |
| Lechia Gdańsk         | Ogólnie            | Ogólnie            | 73    | 1      | 7            | 0            | 0      | 0      | 80    | 1      |
| Ogólnie w karierze    | Ogólnie w karierze | Ogólnie w karierze | 358   | 11     | 19           | 1            | 30     | 1      | 406   | 13     |

### Reprezentacyjne
(aktualne na dzień 8 czerwca 2022)
| Reprezentacja | Rok     | Mecze | Bramki |
| ------------- | ------- | ----- | ------ |
| Chorwacja     | 2012    | 1     | 0      |
| Chorwacja     | Ogólnie | 1     | 0      |

| 1. | 15.08.2012 | Split, Chorwacja | Szwajcaria | 2:4 |  | Mecz towarzyski |

## Sukcesy

### Hajduk Split[5]
- Puchar Chorwacji (2×): 2009/2010, 2012/2013

### Lechia Gdańsk[5]
- Superpuchar Polski (1×): 2019